# Adolf Scherer
Adolf Scherer (ur. 5 maja 1938 w Priekopie, zm. 22 lipca 2023) – słowacki piłkarz, napastnik. Srebrny medalista MŚ 62.
Grał w wielu słowackich klubach: ČH i Slovnaft z Bratysławy (1957–1965), Lokomotívie Koszyce (1965–1967) oraz VSS z tego samego miasta (1967–1969). W sezonie 1961/1962 z 24 trafieniami był królem strzelców pierwszej ligi, łącznie strzelił w niej 128 bramek. Grał także we Francji, w Nîmes Olympique (1969–1971) i Olympique Avignonais (1971–1972). Po zakończeniu kariery pozostał na emigracji.
W reprezentacji Czechosłowacji zagrał 36 razy i strzelił 22 gole. Debiutował 20 września 1958 w meczu ze Szwajcarią (wcześniej znajdował się w kadrze na MŚ 58), ostatni raz zagrał w 1964. Podczas MŚ 62 zagrał we wszystkich sześciu meczach drużyny i strzelił 3 gole.